# Clematis rhodocarpoides
Clematis rhodocarpoides är en ranunkelväxtart som beskrevs av Wen Tsai Wang. Clematis rhodocarpoides ingår i släktet klematisar, och familjen ranunkelväxter. Inga underarter finns listade i Catalogue of Life.